# Българска паламида
Българска паламида (Cirsium bulgaricum) е двугодишно тревисто растение от семейство Сложноцветни. Има статут на застрашено растение и е включено в Червената книга на България.
Височината му достига 60 – 100 cm. Листата са перестонаделени, равномерно разположени по цялото стъбло, които са паяжинесто до вълнестовлакнести отдолу. Листните дялове са ланценти до тяснотриъгълни, с твърди връхни бодили с дължина от 3 до 10 – 16 mm. Кошничките са разположени непосредствено под всяка кошничка прости, ланценти до тяснотриъгълни листа. Обвивката им е дълга 24 – 35 mm и широка 22 – 35 mm, с яйцевидносферична форма, разпръснато паяжинестовлакнеста до гола. Външните обвивни листчета са почти изправени, средните са изправеноотклонени навън и леко разширяващи се към върха, който е снабден с 1 – 3,5 mm дълъг бодил. Цветовете му са пурпурни. Плодосемките са с дължина 5 – 6 mm. Хвърчилката е дълга 9 – 12 mm. Растението е насекомоопрашващо се, което се размножава предимно със семена.
Разпространено е по покрайнините на деградирали смесени церово-благунови гори, из рудерализирани пасища, край пътища и селища. В България се среща по Южното Черноморско крайбрежие и в Странджа до 300 m надморска височина. Освен в България, се среща в европейската част на Турция и в Западен Анадол.